# Майкл Брейк
Майкл Брейк (англ. Michael Brake, нар. 22 жовтня 1994) — новозеландський веслувальник, олімпійський чемпіон.

## Виступи на Олімпіадах
| Олімпіада           | Дисципліна | Місце |
| ------------------- | ---------- | ----- |
| Ріо-де-Жанейро 2016 | вісімки    | 6     |
| Токіо 2020          | вісімки    | 1     |

## Зовнішні посилання
- Майкл Брейк — олімпійська статистика на сайті Sports-Reference.com (англ.) (архівна версія)
- Майкл Брейк [Архівовано 30 липня 2021 у Wayback Machine.] на сайті FISA.

1. ↑  https://www.teaomaori.news/maori-athletes-competing-rio-olympics-2016
2. 1 2  Michael Brake
3. ↑  Michael Brake
4. 1 2  https://www.olympedia.org/athletes/135402